# Franz-Ulrich Poppe
Franz-Ulrich Poppe (* 2. Mai 1939 in Lommatzsch; † 5. Juni 2024) war ein deutscher Keramiker und Designer.

## Leben und Werk
Franz-Ulrich Poppe wurde am 2. Mai 1939 in Lommatzsch/Sachsen geboren. Nach einer 1954 begonnenen zweijährigen Lehre als Porzellanmodelleur in Meißen studierte er von 1956 bis 1960 an der Fachschule für angewandte Kunst Heiligendamm. Der Abschluss als Diplom-Designer für Baukeramik ließ ihn dann noch von 1960 bis 1961 als Industrieformgestalter beim VEB Zehren Meissner Ofenfabrik (ZMO) arbeiten. Danach wählte Poppe eine freiberufliche Tätigkeit in Waren/Müritz. Eine weitere qualifizierte Keramische Ausbildung schloss er mit der Meisterprüfung als Kacheltöpfermeister 1966 ab. Staatlich anerkannter Kunstschaffender im Handwerk wurde er 1968. Poppe war Mitglied im Kunsthandwerkerverband Mecklenburg-Vorpommern.

## Werke Auswahl
- Keramische Wandgestaltungen
- Tierplastiken, 15 Figuren in Parklandschaften, u. a. in der Schlosspromenade Schwerin
- Brunnen
- Spiel- und Kleinplastiken
- Gartenkeramiken

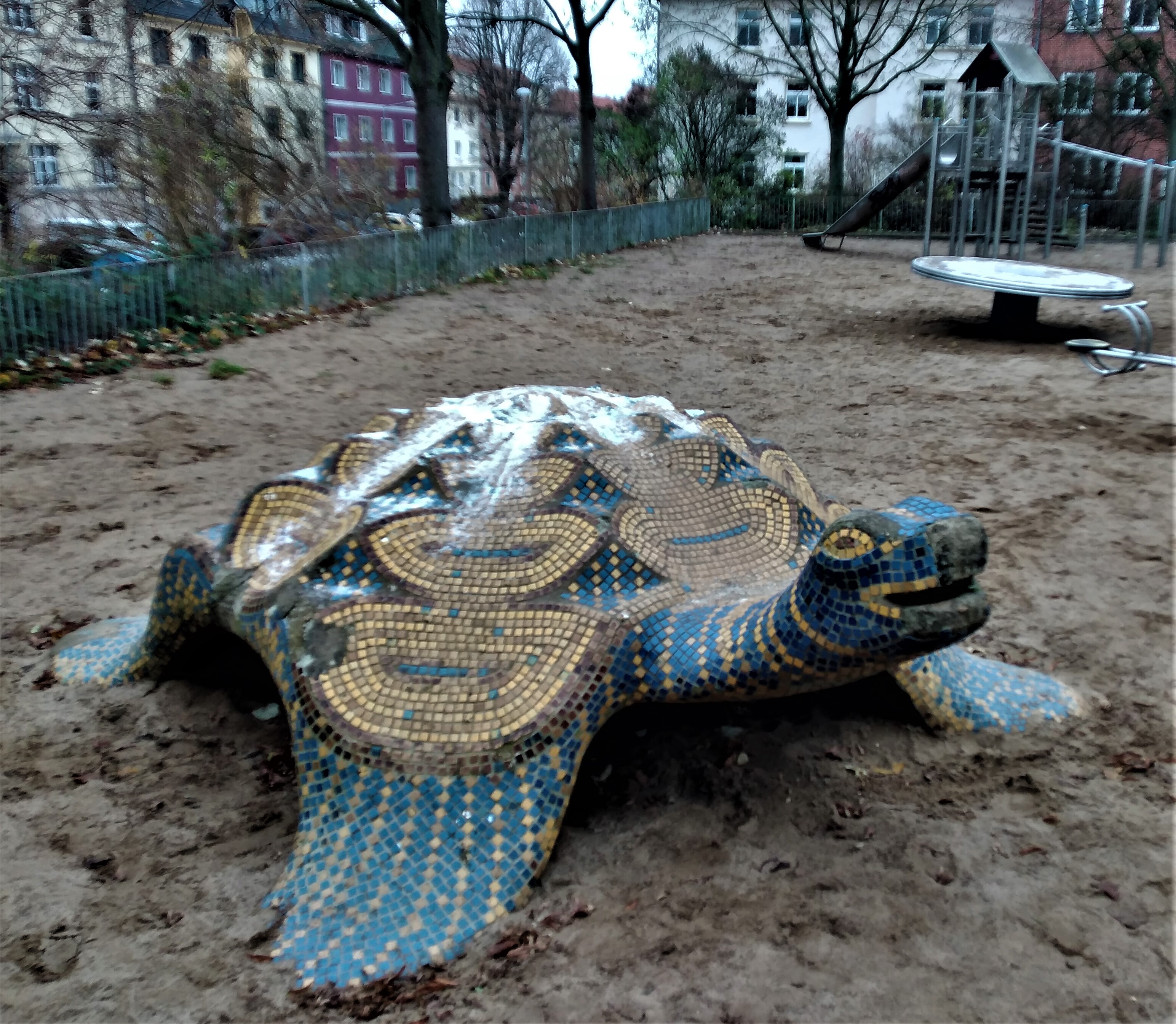
Schildkröte in Schwerin
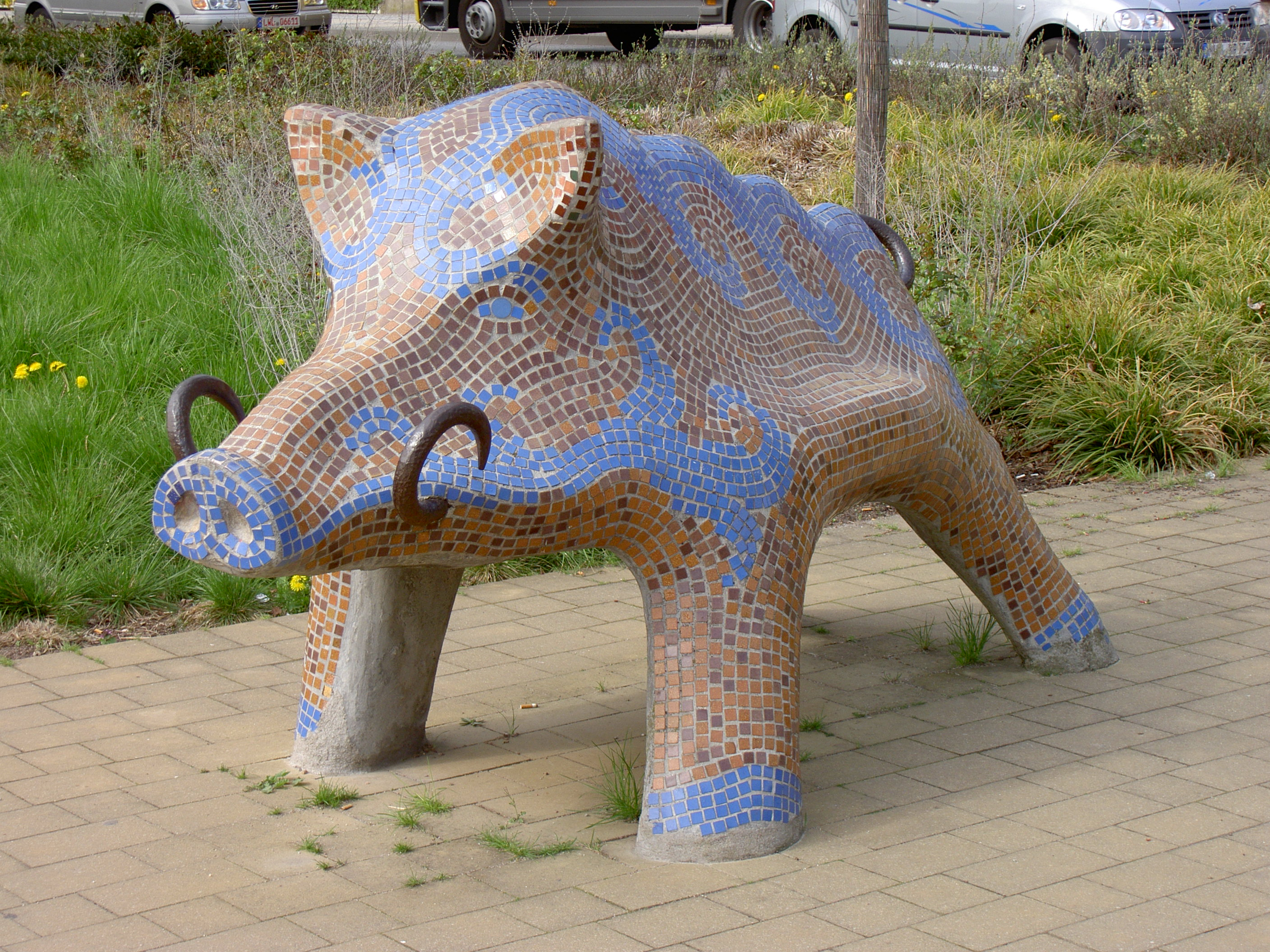
Wildschwein in Schwerin

## Ausstellungen
- 2005 Skulpturengarten am Blauen Müritzwasserhaus  in Waren
- Jährliche Ausstellung KUNST OFFEN in Waren
- Neubrandenburg
- Berlin
- Lübeck
- IGA Rostock
- Bielefeld

## Auszeichnungen
- 1975 Kunstpreis des FDGB
- 2001 Kulturpreis der Stadt Waren
- 2011 Heinrich-Schliemann-Medaille (für 50 Jahre kreatives Schaffen)